# أنتوني فين كيمب
أنتوني فين كيمب (بالإنجليزية: Anthony Fenn Kemp)‏ هو قاضي أسترالي، ولد في 1773، وتوفي في 28 أكتوبر 1868.